# Fresnedoso de Ibor (kommun)
Fresnedoso de Ibor är en kommun i Spanien.   Den ligger i provinsen Provincia de Cáceres och regionen Extremadura, i den centrala delen av landet, 180 km sydväst om huvudstaden Madrid. Antalet invånare är 318.